# Christian Steffensen
Christian Steffensen, född 27 oktober 1953 i Nakskov på Lolland, är en dansk skådespelare. Steffensen är bland annat känd för rollen som bankassistenten Poul Kristensen i tv-serien Matador.
Steffensen utbildade sig vid Odense Teaters elevskola och debuterade 1977 i rollen som Romeo i en uppsättning av Romeo och Julia. Han var med och grundade samt var konstnärlig ledare för Grønnegårds Teatret i Köpenhamn mellan 1982 och 1990.

## Filmografi i urval
- 1975 – Huset på Christianshavn (TV-serie)
- 1980-1981 – Matador (TV-serie)
- 1986 – Kaj Munk (Miniserie)
- 1997 – Taxa (TV-serie)
- 2000 – Här i närheten
- 2002 – Mordkommissionen (TV-serie)